# Bálint Balázs
Bálint Balázs magyar szülész-nőgyógyász, a szülészet-nőgyógyászat országos szakfelügyelő főorvosa, a természetes szülés elkötelezett híve. Három gyermek édesapja.

## Munkája
- A Szent Imre Egyetemi Oktatókórház szülész-nőgyógyász szakorvosa[5]
- A Gólyafészek Születésközpont szülész-nőgyógyász szakorvosa és vezetője
- A Nemzeti Népegészségügyi Központ által megbízott országos szülész-nőgyógyász szakfelügyelő[6]
- A Keresztény Anyasági Központ programvezetője. A Betegápoló Irgalmasrend Budai Irgalmasrendi Kórháza a Kormány 1059/2017. (II. 7.) Korm. határozata alapján 1,4 milliárd forint kormányzati támogatást nyert az „in vitro” fertilizációs tevékenység támogatásának kibővítéséhez kapcsolódóan a Keresztény Anyasági Központ létrehozásához.[7] A kormánydöntés alapján a Református Egyház Bethesda Gyermekkórháza kiegészül egy szülészeti osztállyal, és ehhez társult a Budai Irgalmasrendi Kórház, akik a nőgyógyászati részét viszik. Két külön intézményben ugyan, de egy projekt valósul meg és mindkettő szakmai programjának (Keresztény Anyasági Központ) dr. Bálint Balázs a felelőse.

## Díjai
- Kopp-Skrabski-díjat kapott 2019-ben.[8]